# Bambi (prêmio)
O Bambi é uma premiação alemã anual, destinada a premiar os trabalhos e personalidades de maior sucesso da televisão e música entre o povo alemão. Os prêmios são concedidos pela empresa alemã Hubert Burda Media. É o maior prêmio do continente europeu equivalente ao Oscar e Grammy, diferente de outras premiações locais como o BRIT Awards feito para artistas britânicos. A premiação foi criada em 1948. A primeira ganhadora foi Marika Rökk e o primeiro ganhador foi Jean Marais. É contado que que foi a filha de Rökk que nomeou o prêmio de Bambi, aparentemente inspirada pelo livro Bambi, A Life in the Woods de Felix Salten. Originalmente o prêmio era um cervo feito de porcelana. Atualmente a estatueta é feita de ouro.
Em 2002 o cantor Michael Jackson recebeu o prêmio de Artista Pop do Millennium.